# Sud-Ouest (Kameroen)
Sud-Ouest (Engels: Southwest Region) is de meest westelijk gelegen van de regio's van Kameroen. De regio telde in 2005 ruim 1,35 miljoen inwoners en heeft een oppervlakte van meer dan 24.000 vierkante kilometer. De hoofdstad is Buéa. Sud-Ouest is een van Kameroen's twee Engelstalige regio's, samen met Nord-Ouest. In de regio Sud-Ouest bevinden zich het Nationaal Park Korup en de Mount Cameroon.

## Grenzen
Sud-Ouest heeft in het zuidwesten een kustlijn aan de Golf van Guinee en deelt in het noordwesten een landgrens met buurland Nigeria. Verder heeft Sud-Ouest in het noordoosten een grens met de regio Nord-Ouest, in het oosten met Ouest en in het zuidoosten met Littoral.

## Departementen
De regio is verder verdeeld in zes departementen:
- Fako
- Kupe-Manenguba
- Lebialem
- Manyu
- Meme
- Ndian

Adamaoua · Centre · Est · Extrême-Nord · Littoral · Nord · Nord-Ouest · Sud · Sud-Ouest · Ouest